# Anamosa
La ville américaine d’Anamosa est le siège du comté de Jones, dans l’État d’Iowa.

## Personnalités liées à la localité
Le peintre Grant Wood est né à Anamosa.

## Source
- (en) Cet article est partiellement ou en totalité issu de l’article de Wikipédia en anglais intitulé « Anamosa, Iowa » (voir la liste des auteurs).